# بخش زانهیبوتو
بخش زانهیبوتو (به انگلیسی: Zunheboto district) یک بخش در هند است که در ناگالند واقع شده‌است. بخش زانهیبوتو ۱٬۲۵۵ کیلومتر مربع مساحت و ۳۰۰٬۰۰۰ نفر جمعیت دارد.